# Loren K. Ammerman
Loren Kay Ammerman (* 23. März 1965 in Houston, Texas), seit ihrer Hochzeit mit dem Zoologen Michael Thomas Dixon auch als Loren Kay Dixon bekannt, ist eine US-amerikanische Zoologin und Naturschützerin. Ihre Forschungsschwerpunkte sind die Mammalogie (insbesondere Fledermäuse) und die Herpetologie.

## Leben

### Ausbildung und Lehrtätigkeit
Von 1982 bis 1983 besuchte Ammerman das North Harris County College und von 1983 bis 1985 das Austin College. 1985 arbeitete sie an der biologischen Station der University of Oklahoma. 1987 erlangte sie den Bachelor of Science an der Texas A&M University. Von 1987 bis 1992 war sie Assistenzdozentin und Lehrassistentin an der University of Texas at Austin. Von 1992 bis 1994 war sie Dozentin an der Texas Wesleyan University. 1993 wurde sie mit der Dissertation Examination of the relationships between Microchiroptera and Megachiroptera based on mitochondrial and nuclear ribosomal DNA sequences an der University of Texas at Austin zum Ph.D. promoviert. Von 2001 bis 2012 war sie zunächst Assistenzprofessorin und anschließend außerordentliche Professorin an der Angelo State University. Seit 2012 ist sie ordentliche Professorin an der Angelo State University, wo sie die Fächer Zellbiologie, Molekularbiologie, Naturgeschichte der Fledermäuse, Allgemeine Zoologie, Prinzipien der Biologie und Krebsbiologie lehrt.

### Forschungsarbeit
Ammerman führte eine Vielzahl von Forschungsprojekten über Fledermäuse durch. 2009 gehörte sie zu den Erstbeschreibern der Fledermausart Eumops wilsoni aus Ecuador. Sie untersuchte die genetische Diversifikation von Abstammungslinien verschiedener Arten, darunter vom Townsend-Langohr, vom Kalifornischen Mausohr, von der Großen Samtfledermaus und von der Großen Mexikanischen Blütenfledermaus. Sie betrieb 20 Jahre Forschungs- und Naturschutzarbeit im Big-Bend-Nationalpark in Texas, wozu das Langzeitmonitoring über eine Kolonie von Großen Mexikanischen Blütenfledermäusen sowie Nahrungs- und Schlafplatzstudien und Wärmebildaufnahmen von verschiedenen texanischen Fledermausarten zählten. Neben Texas betrieb sie Fledermausforschung in Arizona, Costa Rica, Ecuador und Borneo. 
Zu Ammermans herpetologischen Arbeiten zählen die Erstbeschreibungen über die Halmahera-Python, die Tanimbar-Python und die Seram-Python im Jahr 2000.
Ammerman ist Mitglied der Texas Society of Mammalogists (von 2004 bis 2005 war sie dort Präsidentin), der American Society of Mammalogists, der Southwestern Association of Naturalists und der North American Society for Bat Research.
Neben zahlreichen wissenschaftlichen Artikeln war Ammerman Autorin beziehungsweise Co-Autorin der Bücher Laboratory Exercises in Cellular and Molecular Biology (1998, mit Paul T. Chippindale), Introductory Biology Lab Manual (2001) und Bats of Texas (2012, 2. Auflage mit Christine L. Hice und David J. Schmidly).